# Karaczun (przystanek kolejowy)
Karaczun (ukr. Карачун, ros. Карачун) – przystanek kolejowy w pobliżu miejscowości Karaczun, w rejonie rówieńskim, w obwodzie rówieńskim, na Ukrainie. Położony jest na linii Równe – Baranowicze – Wilno.